# Dicelis eiseniae
Dicelis eiseniae is een rondwormensoort. De wetenschappelijke naam van de soort is voor het eerst geldig gepubliceerd in 1967 door Timm.